# Nemoura cocaviuscula
Nemoura cocaviuscula är en bäcksländeart som beskrevs av Du och Zhou 2007. Nemoura cocaviuscula ingår i släktet Nemoura och familjen kryssbäcksländor. Inga underarter finns listade i Catalogue of Life.